# Stipa gracilis
Stipa gracilis är en gräsart som beskrevs av Roman Julievich Roshevitz. Stipa gracilis ingår i släktet fjädergrässläktet, och familjen gräs. Inga underarter finns listade i Catalogue of Life.